# Bleu bénédictin
Le Bleu bénédictin est un fromage québécois à pâte persillée semi-ferme fabriqué, de façon artisanale, à St-Benoit-du-Lac, dans les Cantons de l'Est, à partir de lait de vache. Il tient son nom des moines bénédictins de l’Abbaye de Saint-Benoît-du-Lac qui le fabriquent. Ce fromage a remporté le Grand Prix des fromages canadiens en 2000. 
On le reconnaît à sa forme cylindrique et sa présentation sous emballage métallisé. Sa croûte naturelle est grisâtre avec une pâte blanc crème, veinée, dense, ferme mais friable; le centre est fondant.
Son goût classique est d'une intensité moyenne. Il est typiquement salé avec des arômes de noix et de champignons sauvages. 
Il pèse 1,8 kg.

## Le territoire de production
Il est fabriqué à l'Abbaye de Saint-Benoît-du-Lac fondée en 1912 et située sur les bords du lac Memphrémagog dans les Cantons de l'Est au Québec. La fromagerie a été inaugurée en 1943 avec le premier fromage bleu du Québec : L'Ermite qui est plus doux que le Bénédictin. Celle-ci produit actuellement une dizaine de variétés de fromages. 

## L'histoire
Le Bleu bénédictin est produit depuis l'an 2000.

## La fabrication
Ce fromage à pâte persillée semi-ferme , sans croûte, est fabriqué avec du lait de vache entier pasteurisé. L'affinage, en surface et dans la masse avec le penicillium roqueforti, dure plus de 90 jours.

## Distinctions et prix
- Gagnant en 2015  au concours Sélection CASEUS dans la catégorie Fromage à pâte persillée
- Finaliste en 2014 au concours Sélection CASEUS dans la catégorie Fromage à pâte persillée
- Finaliste au Grand Prix des fromages canadiens 2015, catégorie Fromage bleu
- 1er prix dans sa catégorie au Royal Agriculture Winter Fair 2012
- 2e prix dans sa catégorie au British Empire Cheese Show 2012
- Médaille de bronze au World Cheese Awards 2011
- Grand prix des fromages canadiens 2000, catégorie Fromage bleu